# Furija
Furije (tudi Dirae) so v rimski mitologiji boginje maščevanja. 
Furije (lat. furia v pomenu jeza, besnenje) je v rimski mitologiji skupina (treh) boginj, poosebitev jeze in besnenja, ki varujejo naravno ureditev sveta in se maščujejo vsakomur, ki se je pregrešil zoper krvne vezi. Njihove grške vzporednice so Erinije.
Po navadi so furije povzročile, da so smrtniki znoreli.